# 商貿點 (印第安納州)
商貿點（英語：Point Commerce）是位於美國印地安納州格林縣的一個非建制地區。該地的面積和人口皆未知。